# Haifischflossenberg
Der Haifischflossenberg ist ein 1830 m hoher Berg im ostantarktischen Königin-Maud-Land. Er ragt am Ostrand der Nordwestlichen Insel im Alexander-von-Humboldt-Gebirge auf. Nur 400 m seiner Gesamthöhe sind über den umgebenden Eismassen sichtbar.
Die Erstbesteigung fand vermutlich am 13. November 2017 im Zuge einer privat organisierten internationalen Expedition statt.